# 母子健康センター
母子健康センター（ぼしけんこうセンター）、母子保健センター（ぼしほけんセンター）、とは、母子保健法を根拠とする妊娠中の女子の栄養指導や新生児の育児指導、離乳食指導、予防接種、定期検診などを行う保健施設。発達の遅れ、低出生体重児など特殊な育児相談にも応じている。
主なスタッフとしては、保健師、看護師・助産師・栄養士・歯科衛生士・臨床検査技師などの専門職員を置いている。
市町村単位で設置されているものの他、都道府県の看護協会に付属して設置されている場合もある。市町村は、必要に応じ母子健康センターを設置するように努めなければならない（第22条）。